# دیانا هایلند
دیانا هایلند (انگلیسی: Diana Hyland؛ ۲۵ ژانویهٔ ۱۹۳۶ – ۲۷ مارس ۱۹۷۷) یک هنرپیشه اهل ایالات متحده آمریکا بود. وی بین سال‌های ۱۹۵۵ تا ۱۹۷۷ میلادی فعالیت می‌کرد.
از فیلم‌های معروف او می‌توان به بازی در فیلم پسری در حباب پلاستیکی اشاره کرد.